# أليلا
بلدية أليلْيا (بالكاتالانية: Alella) هي إحدى بلديات مقاطعة برشلونة، والتي تقع في منطقة كاتالونيا، شرق إسبانيا.
يبلغ عدد سكانها 8.998 نسمة وفقاً لإحصائية سنة (2007).

## أعلام
- مارك كوكورييا
- فرانسيسك فيرير